# Johan Norderling
Johan Jean Norderling, född 23 februari 1760 i Bjursås, död 31 maj 1828 i Gustavia, var en svensk diplomat och guvernör. Mellan 1819 och 1826 var han guvernör över kolonin Svenska S:t Barthélemy.

## Biografi
Johan Norderling föddes som andre son till prästen Gabriel Norderling (1755–1815) och dennes hustru Anna Christina Lundewald (1760–1798).

Norderling blev student vid Uppsala universitet den 10 februari 1778 och blev fil. kand. den 28 november 1782. Han disputerade den 4 maj 1782 och blev filosofie magister den 17 juni 1782. Därefter började han som kanslist vid Handels- och Finansexpeditionen i Stockholm i april 1783. Här han skaffade sig stora erfarenheter genom utlandsresor. 1784 utsågs han till legationssekreterare vid svenska beskickningen i Tanger.

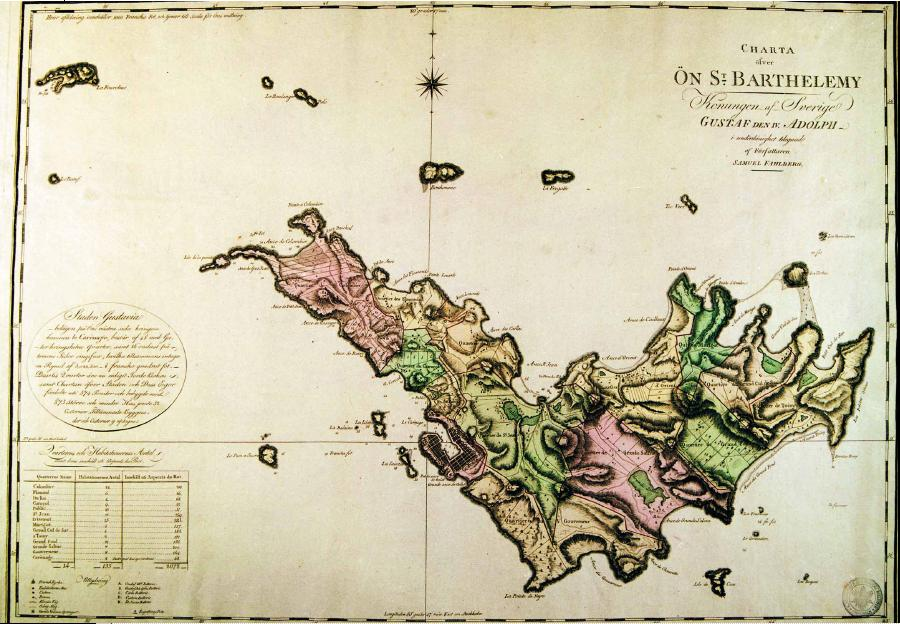
Svenska S:t Barthélemy 1784-1878.

Den 15 augusti 1787 började Norderling som justitiarie vid Svenska Västindiska Kompaniet och placerades på S:t Barthélemy. Den 29 september 1796 gifte han sig med Jeanne Madelaine de Mont d'Or (1 jul 1772–9 jan 1832). På S:t Barth verkade han även som notarius publicus och stannade på ön till september 1797 då han tvingades avgå efter politiska motsättningar. Han flyttade då hem till By där fadern var kyrkoherde.
Därefter arbetade han som handelsagent i Alger från maj 1801 till november 1815. Den 15 januari 1815 utnämndes Norderling till generalkonsul. Efter Karl XIV Johans trontillträde utnämndes han den 2 februari 1818 till chargé d’affaires vid Sveriges ambassad i Washington men tillträdde aldrig tjänsten.
Johan Norderling utnämndes den 27 mars 1818 till guvernör över kolonin Svenska S:t Barthélemy och tillträdde den 20 augusti 1819 och innehade ämbetet till den 2 maj 1826.
Kolonins ekonomi sviktade och i ett brev i mars 1825 klagade han över att bara 60 procent av lönerna till öns tjänstemän kunde utbetalas. 1826 beslutades att befattningen skulle vakantsättas och kolonin i stället skulle styras av justitiarien James Haarlef Haasum och Lars G Morsing i samarbete. Den 2 maj 1826 överläts styret till dessa. Johan Norderling stannade på ön och avled efter en ridolycka den 31 maj 1828.